# Municipio de Jopala
El municipio de Jopala es uno de los 217 municipios que conforman al estado mexicano de Puebla. Cuenta con una superficie aproximada de 165.35 kilómetros cuadrados, poniéndolo en la ubicación 80 de los demás municipios del estado, y teniendo una población menor a 10 000 habitantes
La cabecera municipal es la localidad del mismo nombre, Jopala en la cual predomina la lengua totonaca (Tutunakú) y el español. Se encuentra dividida en 5 colonias: Bugambilias, Centro, Patángo, Sataskahuatl e Ixkimpan.
Este municipio se caracteriza por sus costumbres y tradiciones siendo la más importante  la celebración de la feria patronal en honor a la Virgen de la Asunción festejada el 15 de agosto, con una duración de 11 días (del 12 al 22 de agosto). En esta festividad se presentan danzas autóctonas muy características de la región tales como la danza de Los Negritos, Los Toreadores, Las Malinches, San Miguel, Los Wewes (también conocidos como "tejoneros") y Los Españoles. 

## Toponimia
El nombre de Jopala provine del náhuatl xopalli que significa “color verde”, y la que significa “abundancia”. En conjunto significando “Hay mucho verde o lugar verde, o árbol de Xupale”.

## Historia
La región fue habitada por grupos nahuas y totonacos en el periodo prehispánico, siendo conquistada en 1522. Se estableció como municipio libre en 1895.

## Geografía
Jopala colinda al noroeste con el municipio de Zihuateutla, al oeste con Tlaola, al suroeste con Tlapacoya, al sur con Hermenegildo Galeana, San Felipe Tepatlán, al sureste con Olintla y al este con los municipios de Filomeno Mata y Mecatlán pertenecientes al Estado de Veracruz,

### Hidrografía
Jopala se encuentra en la región hidrológica de Tuxpan-Nautla, dentro de la cuenca del río Tecolutla. El 56% del municipio pertenece a la subcuenca del río Necaxa y el 44% restante a la subcuenca del río Laxaxalpan.

## Política

### Cronología de los presidentes municipales
| Presidente                    | Periodo | Periodo |
| Presidente                    | Inicio  | Término |
| ----------------------------- | ------- | ------- |
| Eduardo Hernández Bonilla     | 1972    | 1975    |
| Antonio Hernández García      | 1975    | 1978    |
| Juan González Pérez           | 1978    | 1981    |
| Porfirio Cruz López           | 1981    | 1984    |
| Celedonio Hernández Cruz      | 1984    | 1987    |
| Ascensión Ranulfo Cruz Cerón  | 1987    | 1988    |
| Ignacio Francisco García      | 1988    | 1990    |
| Juan González Pérez           | 1990    | 1993    |
| Miguel Cruz Mateos            | 1993    | 1996    |
| Miguel Gregorio Cruz          | 1996    | 1999    |
| Prisciliano González Martínez | 1999    | 2001    |
| Juan González Pérez           | 2002    | 2005    |
| Fortino Alejandro Luna        | 2005    | 2008    |
| Enrique Antonio Álvarez       | 2008    | 2011    |
| Manuel de Gaona Álvarez       | 2011    | 2014    |
| Arturo Martínez Hernández     | 2014    | 2018    |
| José Hernández Rivera         | 2018    | 2021    |
| Fabio Becerra Méndez          | 2021    | 2024    |
| Fabio Becerra Méndez          | 2024    | 2027    |